# Ponferrada
Ponferrada (španska izgovarjava: [poɱfeˈraða]) je mesto v Španiji v avtonomni skupnosti Kastilija in Leon. Ponferrada, druga najbolj naseljena občina province León, je tudi glavno mesto comarce El Bierzo, edina comarca, ki je z zakonom priznana kot upravna enota v regiji.
Mesto leži ob toku reke Sil v kotlini med gorami. Je zadnje večje mesto na francoski poti Camino de Santiago, preden doseže Santiago de Compostela. Leta 2018 je v mestu živelo 65.239 prebivalcev.

## Etimologija
Ponferrada pihaja iz latinščine Pons Ferrata -  železni most.

## Zgodovina
V predrimskih časih so to regijo naselili Asturi, hispano-keltsko galsko ljudstvo. Osvojil jih je cesar Avgust v astur-kantabrijskih vojnah (29.-19. pr. n. št.). Območje je v rimskem obdobju hitro postalo največje rudarsko središče cesarstva, kjer so pridobivali zlato in druge kovine in minerale. Na tem območju so še vedno vidna številna rimska nahajališča, eno najspektakularnejših je Las Médulas, ki je od leta 1997 na Unescovem seznamu svetovne dediščine. Rimljani so prinesli tudi vinsko trto, pridelava vina pa je v regiji uspevala do razširitve trtne uši (Phylloxera) konec 19. stoletja, ki je uničila večino vinogradov.
Sodobno ime mesta izhaja iz železnih ojačitev, dodanih starodavnemu mostu čez reko Sil (latinsko pons za most in ferrata za železo), ki jo je leta 1082  naročil škof Osmundo iz Astorge, da bi olajšal prehod reke Sil romarjem na poti v Santiago de Compostela.
Železnica je prispela v Ponferrado leta 1881, med prvo svetovno vojno pa so izkoriščali lokalna nahajališča volframa za oskrbo orožarske industrije. Leta 1918 je bilo za izkoriščanje nahajališč premoga v regiji ustanovljeno Podjetje za rudarstvo, železo in jeklo Ponferrada (špansko Minero Siderúrgica de Ponferrada (MSP)), ki je postalo največja španska korporacija za premogovništvo. Španska nacionalna energetska korporacija (Endesa) je bila ustanovljena leta 1944 in leta 1949 odprla prvo špansko elektrarno na premog v Ponferradi, Compostilla I. Leta 1960 se je odprl jez Bárcena (špansko Pantano de Bárcena) in do druge polovice 20. stoletja je mestno gospodarstvo temeljilo predvsem na rudarstvu in proizvodnji električne energije, tako na hidroelektrarni kot na premogu.
Od poznih 1980-ih je bila večina rudnikov zaprtih, po propadu rudarske industrije pa je bila Ponferrada nekaj časa v krizi. Konec 1990-ih je mesto doživelo veliko preobrazbo z ustanovitvijo več industrijskih in storitvenih podjetij, ponovno uvedbo komercialne pridelave vina, odprtjem lokalne podružnice Univerze v Leónu, ki ponuja več dodiplomskih stopenj in na splošno radikalno izboljšanje mestne infrastrukture. Gospodarstvo zdaj temelji predvsem na turizmu, kmetijstvu (sadje in vino), proizvodnji vetrne energije in pridobivanju skrilavca, z blagim, vendar stalnim povečevanjem prebivalstva.
Pomembni dejavniki, ki prispevajo k nedavnemu razcvetu turistične industrije, so vse večja priljubljenost poti sv. Jakoba (špansko Camino de Santiago; romarska pot, ki vodi iz Francije v Santiago de Compostela v Galiciji), Las Médulas, ki je leta 1997 dobila oznako Unescove svetovne dediščine in razvoj prenočišč za podeželski turizem in kleti na tem območju. Španska fundacija Fundación Ciudad de la Energía je bila ustanovljena leta 2006 v Ponferradi in trenutno nadzira gradnjo Nacionalnega energetskega muzeja (špansko Museo Nacional de la Energía) v mestu ter sponzorira številne druge pobude, ki bi morale nadaljnje spodbujanje turizma in gospodarstva mesta in regije.

## Geografija
Comarca El Bierzo je 113 kilometrov od glavnega mesta province. Občino prečkajo naslednje ceste: severozahodna avtocesta A-6 med pK 383 in 392, stara avtocesta N-VI, nacionalna avtocesta N-536, ki povezuje Priaranza del Bierzo in Carucedo ter regionalna avtocesta CL-631, ki omogoča komunikacijo z Toreno. Ponferrada leži ob sotočju rek Sil in Boeza, na vzhodnem koncu Bercijanske nižine in na severozahodu province León.
Občinski relief predstavlja dva dobro ločena dela. Na severu je teren položen, saj je v dolinah Sil in Boeza, na nadmorski višini okoli 550 metrov. Gorsko območje, ki pripada Montes de León, se razteza južno od dolin in doseže višino več kot 1500 metrov.
Mesto se dviga 524 metrov nad morjem. Nadmorska višina občine se giblje med 2051 metri od vrha Tuerto, ki je v gorovju Aquilanos, ki pripada Montes de León in 414 metrov na bregovih reke Sil. Občin ima skupno površino 283,17 km².
Ponferrada je šesta najbolj naseljena občina v avtonomni skupnosti Kastilija in Leon, ki je po številu prebivalcev presegla štiri prestolnice provinc in ostale občine avtonomne skupnosti.
Opažamo spektakularen vzpon prebivalstva med letoma 1940 in 1970, obdobje, v katerem je Ponferrada potrojila svoje prebivalstvo, predvsem zaradi industrijske rasti občine in postala upravno središče comarce, ki je doživela izjemni rudarski razcvet. To je povzročilo številne težave pri urbanističnem načrtovanju zaradi nesorazmerne in pogosto kaotične rasti različnih mestnih četrti, kar se je nadaljevalo tudi v desetletju 1990–2000.
Občina Ponferrada vključuje poleg mesta Ponferrada še 33 samostojnih naselij. Nekatera, skupaj 17, so po drugi strani manjši lokalni subjekti. Občina je leta 1974 pripojila občini San Esteban de Valdueza in leta 1980 Los Barrios de Salas, ki sta bili sestavljeni iz številnih naselij.

### Podnebje
Ponferrada ima toplo sredozemsko podnebje, ki se pojavlja na območjih , za katere se šteje, da so v prehodu med celinskim sredozemskim podnebjem in oceanskim ali gorskim podnebjem, z razmeroma obilnimi padavinami, čeprav s poletno sušo, značilno za sredozemsko podnebje in sneg, ima pozimi velik pomen v notranjih območjih. Sneg je pozimi razmeroma pogost pojav in je običajno registriran med decembrom in marcem. Zime so hladne in dolge z običajnimi temperaturami -3 ° C, po drugi strani pa je poletje kratko in toplo s temperaturami, ki zlahka presežejo 32 ° C. Po Köppnovi podnebni klasifikaciji ima Ponferrada prehodno podnebje med sredozemskim (Csa) in sredozemskim oceanskim (Csb). Poleg tega je v gorskih predelih juga občine tudi oceansko podnebje (Cfb) in podnebje Dfb (polkrožno brez sušne sezone) v najvišjih gorah občine, ki v nekaterih primerih presegajo 2000 metrov nadmorske višine.

## Znamenitosti
Ponferrada leži na poti svetega Jakoba, ki je na Unescovem seznamu svetovne dediščine, in vsako leto skozi mesto preide veliko romarjev do Santiaga de Compostela. Las Médulas, starodavni rimski rudniki zlata, ki so prav tako vključeni na Unescov seznam svetovne dediščine, so od mesta oddaljeni le nekaj kilometrov.
- Ponferrada je znana tudi po templjarskem gradu Castillo de los Templarios, ki zajema približno 16.000 kvadratnih metrov. Leta 1178 je Ferdinand II. Leónski mesto podaril templjarskemu redu za zaščito romarjev na poti sv. Jakoba, ki so šli skozi El Bierzo na cesti do Santiaga de Compostela.

Grad je gostil kastiljskega velikega mojstra vitezov Templarjev. Vendar pa so templjarji uživali uporabo trdnjave le približno dvajset let, preden je bil red leta 1311 razpuščen in njegove posesti zaplenjene. Več plemiških hiš se je borilo za premoženje, dokler jih Alfonz XI. Kastiljski leta 1340 ni dodelil grofu Lemosu. Končno sta Katoliška kralja leta 1486 vključila Ponferrado in njen grad pod krono. Kot pri mnogih drugih zgodovinskih znamenitostih v Evropi so bili tudi številni kamni, ki so na enem mestu tvorili obzidje gradu, odstranjeni in uporabljeni pri lokalnih gradbenih projektih. Obsežna obnovitvena dela so v teku.
- Basilica de la Encina je cerkev, zgrajena v renesančnem slogu leta 1573. Njen baročni stolp je iz leta 1614.

- Museo de El Bierzo ponuja ogled zgodovine regije in hrani več pomembnih arheoloških najdb.

- Trenutno poteka izgradnja Nacionalnega energetskega muzeja (španščina Museo Nacional de la Energía), ki ga sponzorira Fundacija Energy City (španščina Fundación Ciudad de la Energía). Vključeval bo obnovljeno stavbo in opremo Compostille I., prve španske elektrarne na premog, odprte leta 1949 v Ponferradi.

- V bližini so tudi cerkev Santiago de Peñalba (primer mozarabske umetnosti), Ermitaža Santo Tomás de las Ollas (10. stoletje) in romanska cerkev Santa María de Vizbayo.[7]

- Najvišji pogled iz mesta je Torre de la Rosaleda, v okrožju Roseleda, najvišja stavba v Ponferradi.

## Aktivnosti v naravi
Mesto z okolico ponuja številne možnosti za aktivnosti na prostem. V bližini je veliko lahko dostopnih pohodniških in kolesarskih poti, tako po cesti kot po poteh, vključno s 330 kilometrov dolgo La Mirada Circular, ki obkroži po celotni dolini El Bierzo. Zelo priljubljeno je tudi kolesarjenje, saj dolina ponuja možnosti za vožnjo tako na ravnem kot na nagnjenem terenu, na cesti in zunaj nje.
Vrh El Morredero (2135 m), 20 km od Ponferrade v gorah Aquilianos, gosti majhno smučišče.
V okolici se lahko obišče številne kleti, kjer nudijo pokušino lokalnih vin in hrano ali se preprosto sprehodi skozi vinograde.

## Gospodarstvo
Zaradi svoje dolge rudarske tradicije ima občina številna obrtna in majhna industrijska podjetja. Poleg tega ima kmetijstvo v okolici, vključno z vinogradništvom in turizmom, pomembno vlogo v gospodarskem življenju mesta. Največja evropska tovarna stebrov za vetrne turbine je v Ponferradi s 500 zaposlenimi. Poleg tega se v Ponferradi izvajajo obdelava kovin, steklarna in proizvodnja cementa ter pridobivanje skrilavca. Vendar pa storitveni sektor beleži najmočnejšo rast.

## Pobratena mesta
- Pachuca de Soto, Mehika